# Euxoa filipijevi
Euxoa filipijevi är en fjärilsart som beskrevs av Igor Kozhanchikov 1929. Euxoa filipijevi ingår i släktet Euxoa och familjen nattflyn. Inga underarter finns listade i Catalogue of Life.